# Bernard Notin
Pour les articles homonymes, voir Notin.
Bernard Notin, né en 1950, est un universitaire et négationniste français d'extrême droite.
Il est principalement connu pour avoir suscité une vive polémique avec la publication d'un article négationniste dans la revue Économie et Sociétés, en 1990.

## Biographie

### Formation et débuts
Né en 1950, Bernard Notin obtient deux doctorats ès sciences économiques (1975 et 1980). En 1989, au commencement de l'affaire associée à son nom, il préparait l'agrégation.
Après avoir enseigné quatre ans durant à Bordeaux, il est nommé maître de conférences en économie à l'Institut d'administration des entreprises de l'université Lyon-III.

### L'affaire
En décembre 1989, il provoque un scandale en publiant un article intitulé « Le rôle des médiats [sic],, dans la vassalisation nationale : omnipotence ou impuissance ? » dans le hors-série no 32 d'Économies et Sociétés sur le thème de « La France vassale », qui apparaît comme « raciste, antisémite et révisionniste »,. Selon le rapport Rousso, rendu en 2004, il présente « une volonté délibérée de légitimer les thèses négationnistes ».
Il prend comme avocat Gilbert Collard. En juillet 1990, il est interdit d'enseignement pour un an par la section disciplinaire du conseil d'administration de l'université,. Détaché comme archiviste, il peut retrouver ses cours en janvier 1993, mais en est empêché par une manifestation. En juin de la même année, le Conseil d'État casse la sanction qui avait été prononcée contre lui.
En 1994, il est muté à l'université d'Oujda, au Maroc, mais ce projet ne prend pas forme : le directeur de l'établissement le refuse et il est « interdit d'accéder à une classe, grade, rang, ou corps supérieurs pendant une durée de deux ans ». Restant donc maître de conférences en titre, tout en n'enseignant plus, il s'installe en Belgique.
Il enseigne ensuite, à compter de 2002, à l'université autonome de Guadalajara.

### Engagement et prises de position
En 1990, il est nommé membre du conseil scientifique du Front national (FN). Proche de Pierre Vial, il est aussi membre du Groupement de recherche et d'études pour la civilisation européenne (GRECE) et du comité de rédaction de sa revue théorique, Nouvelle École. Il appartient au controversé Institut d'études indo-européennes. Il collabore à Nationalisme et République.
En 2010, il signe la pétition pour l'abrogation de la loi Gayssot et la libération de Vincent Reynouard lancée par Paul-Éric Blanrue.

## Publications
- La Société des non-citoyens, Ruisbroeck, L'Anneau, coll. « L'Héritage européen » (no 3), 1993, 68 p.
- La Pensée en uniforme : la tyrannie aux temps maastrichtiens, Ruisbroeck, L'Anneau, coll. « L'Héritage européen », 1996.